# MIDAS
För andra betydelser, se Midas (olika betydelser).
MIDAS är ett hjälpmedel för läkare, undersköterskor och sjuksköterskor att komma ihåg fem viktiga diagnoser där ett snabbt handläggande kan rädda liv och/eller minska konsekvenserna när en patient med akut medvetslöshet snabbt skall undersökas.
De fem diagnosernas första bokstav bildar ordet MIDAS, och de är:
- Meningit
- Intoxikation (Förgiftning)
- Diabeteskoma
- Andningsinsufficiens
- Subduralblödning(Skallskada)

Man kan även utöka diagnoserna så att man lägger till det danska ordet för "kom ihåg", det vill säga "HUSK" så att det blir "HUSK MIDAS". De fyra diagnoserna är:
- (Herpes)encefalit
- Uremi
- Status epilepticus
- Korsakoffs syndrom